# Ajuga
Ajuga és un gènere d'unes 40 - 50 espècies d'angiospermes, caduques i perennes de la família lamiaceae. Són naturals d'Europa, Àsia i Àfrica però també podem trobar dos espècies en Austràlia. Tenen les fulles oposades de 5 - 50 centímetres de llargària i les flors presenten un color blavós cendra.

## Taxonomia
| - Ajuga australis - Ajuga decumbens - Ajuga bombycina - Ajuga bracteosa - Ajuga campylantha - Ajuga campylanthoides - Ajuga chamaepitys - herba felera, artètica - Ajuga chasmohila - Ajuga chia - Ajuga cliliata - Ajuga decaryana - Ajuga dietyocarpa - Ajuga flaccida - Ajuga forrestii - Ajuga genevensis - Ajuga glabra - Ajuga iva - iva, almescat, herba d'almesc - Ajuga japonica - Ajuga laxmannii - Ajuga linearifolia - Ajuga lobata - Ajuga lupulina - Ajuga manosperma - Ajuga makinoi - Ajuga mollis - Ajuga multiflora | - Ajuga nipponensis - Ajuga nubigena - Ajuga oblongata - Ajuga oocephala - Ajuga ophrydris - Ajuga orientalis - Ajuga ovalifolia - Ajuga pantantha - Ajuga piskoi - Ajuga postii - Ajuga pygmaea - Ajuga pyramidalis - Ajuga relicta - Ajuga remota - Ajuga reptans - búgula, consolda - Ajuga robusta - Ajuga solicifolia - Ajuga sciaphila - Ajuga shikotanensis - Ajuga tenorii - Ajuga vestita - Ajuga xylorrhiza - yesoensis |